# John H. Morrow
John Howard Morrow Sr. est un diplomate américain.
Il est le premier ambassadeur en Guinée indépendante en 1959, nommée par le président Dwight D Eisenhower.
Il est le premier représentant des États-Unis à l'Organisation des Nations Unies pour l'éducation, la science et la culture (UNESCO) sous l'administration du président John F. Kennedy. À l'époque, il faisait partie d'un petit nombre de diplomates afro-américains de haut niveau.

## Biographie
John Morrow est né le 5 février 1910  à Hackensack, New Jersey et mort le 11 janvier 2000, il est diplômé de l'Université Rutgers en 1931 et a obtenu des diplômes d'études supérieures de l'Université de Pennsylvanie, une maîtrise en 1942 et un doctorat en 1952.
Il était le frère Frederic E. Morrow, le premier Afro-Américain à occuper un poste de direction à la Maison Blanche et Nellie Morrow Parker (en), la première enseignante afro-américaine dans une école publique du comté de Bergen, New Jersey.
Son fils, John H. Morrow Jr. (en), est professeur d'histoire à l'Université de Géorgie et sa fille est Jean Rowena.
Morrow était membre de la fraternité Alpha Phi Alpha.

## Écrivain
Ses mémoires s'intitulent Premier ambassadeur américain en Guinée (1959-1961).